# Pestalotiopsis microspora
Espèce
Synonymes
- Pestalotia dichaeta Speg.[2]
- Pestalotia micheneri Guba[2]
- Pestalotia microspora Speg.[2]
- Pestalotiopsis dichaeta (Speg.) Steyaert[2]

Pestalotiopsis microspora est une espèce de champignons endophytes de la famille des Sporocadaceae, capable de décomposer et digérer le polyuréthane dans un milieu anaérobie.

## Répartition
Identifié à l’origine dans les feuilles tombées au sol d’un lierre commun (Hedera helix) dans la région de Buenos Aires, il serait aussi la cause de taches foliaires dans les  Millepertuis ou Hypericum 'Hidcote' (Hypericum patulum), un arbrisseau du Japon.

## Propriétés
Sa capacité de dégradation du polyuréthane fut découverte dans deux espèces distinctes de P. microspora au niveau de prélèvements de tiges de la plante au parc national Yasuni dans la partie ouest de la forêt amazonienne humide au niveau du territoire de l’Équateur, par un groupe d’étudiants chercheurs, conduit par le professeur en biochimie moléculaire : Scott Strobel dans le cadre de l’Expédition annuelle dans la forêt humide de l’université Yale et en particulier de son laboratoire. C’est la première espèce de champignon trouvée, qui soit capable de dégrader le polyuréthane en conditions d’anaérobie. Cela fait de ce champignon un candidat potentiel pour un projet de bioremédiation impliquant de grandes quantités de matière plastique.

## Description
Pestalotiopsis microspora fut initialement une espèce décrite en Argentine en 1880 par le mycologiste Carlo Luigi Spegazzini, qui la nomma Pestalotia microspora.
En 1996, Julie C. Lee, le premier, isola l’acide torreyanique (en), une quinone de forme dimérique, à partir de P. microspora. Il nota de plus que l’espèce était probablement la cause du déclin de Florida torreya ouTorreya taxifolia, une espèce en danger de disparition, qui est pourtant en rapport avec la production par l'If de l'Ouest ou Taxus brevifolia du paclitaxel ou taxol (utilisé en cancérologie).